# Verbesina tequilana
Verbesina tequilana là một loài thực vật có hoa trong họ Cúc. Loài này được J.R.Coleman miêu tả khoa học đầu tiên năm 1966.